# Episodi di Dr. Sommerfeld - Neues vom Bülowbogen (seconda stagione)
La seconda stagione della serie televisiva Dr. Sommerfeld - Neues vom Bülowbogen è stata trasmessa in anteprima in Germania da Das Erste tra il 28 novembre 1998 e il 15 maggio 1999.
| nº | Titolo originale            | Titolo italiano | Prima TV Germania | Prima TV Italia |
| -- | --------------------------- | --------------- | ----------------- | --------------- |
| 1  | Das Leben geht weiter       | inedito         | 28 novembre 1998  | inedito         |
| 2  | Gegen den Rest der Welt     | inedito         | 5 dicembre 1998   | inedito         |
| 3  | Kalte Liebe - Heiße Liebe   | inedito         | 12 dicembre 1998  | inedito         |
| 4  | Unter Frauen                | inedito         | 19 dicembre 1998  | inedito         |
| 5  | Nicht mal eine Affäre       | inedito         | 2 gennaio 1999    | inedito         |
| 6  | Sturzflug                   | inedito         | 9 gennaio 1999    | inedito         |
| 7  | Das Herz einer Mutter       | inedito         | 16 gennaio 1999   | inedito         |
| 8  | Wie von einem andern Stern  | inedito         | 23 gennaio 1999   | inedito         |
| 9  | Abfackeln                   | inedito         | 30 gennaio 1999   | inedito         |
| 10 | Bunte Elefanten             | inedito         | 20 febbraio 1999  | inedito         |
| 11 | Vorsicht, bissiger Hund!    | inedito         | 27 febbraio 1999  | inedito         |
| 12 | Bis zum letzten Atemzug     | inedito         | 6 marzo 1999      | inedito         |
| 13 | Trautes Heim - Glück allein | inedito         | 13 marzo 1999     | inedito         |
| 14 | Ein Doppelleben             | inedito         | 20 marzo 1999     | inedito         |
| 15 | Auf und davon               | inedito         | 27 marzo 1999     | inedito         |
| 16 | Aus Angst vor der Wahrheit  | inedito         | 3 aprile 1999     | inedito         |
| 17 | Wachstumsschmerzen          | inedito         | 10 aprile 1999    | inedito         |
| 18 | Freier Fall                 | inedito         | 17 aprile 1999    | inedito         |
| 19 | Schicksalsschläge           | inedito         | 24 aprile 1999    | inedito         |
| 20 | Maskeraden                  | inedito         | 8 maggio 1999     | inedito         |
| 21 | Ein langer Abschied         | inedito         | 15 maggio 1999    | inedito         |